# Boucles de l'Aulne 2008
La Boucles de l'Aulne 2008, sessantanovesima edizione della corsa e valida come evento dell'UCI Europe Tour 2008 categoria 1.1, si svolse il 1º giugno 2008 su un percorso totale di 167,6 km.. Fu vinta dal francese Romain Feillu che giunse al traguardo con il tempo di 4h08'43", alla media di 40,432 km/h.
Al traguardo 55 ciclisti portarono a termine il percorso.

## Ordine d'arrivo (Top 10)
| Pos. | Corridore         | Squadra         | Tempo    |
| ---- | ----------------- | --------------- | -------- |
| 1    | Romain Feillu     | Agritubel       | 4h08'43" |
| 2    | Nico Sijmens      | Landbouwkrediet | s.t.     |
| 3    | Christophe Mengin | F. des Jeux     | s.t.     |
| 4    | Tanel Kangert     | AG2R La Mon.    | a 2"     |
| 5    | Dmitrij Fofonov   | Crédit Agricole | s.t.     |
| 6    | Arnold Jeannesson | Auber 93        | s.t.     |
| 7    | David Le Lay      | Bretagne        | a 9"     |
| 8    | Steven Tronet     | Roubaix         | a 47"    |
| 9    | Laurent Lefèvre   | Bouygues Tél.   | a 48"    |
| 10   | Yohan Cauquil     | Mitsubishi      | s.t.     |